# Parc naturel du Détroit

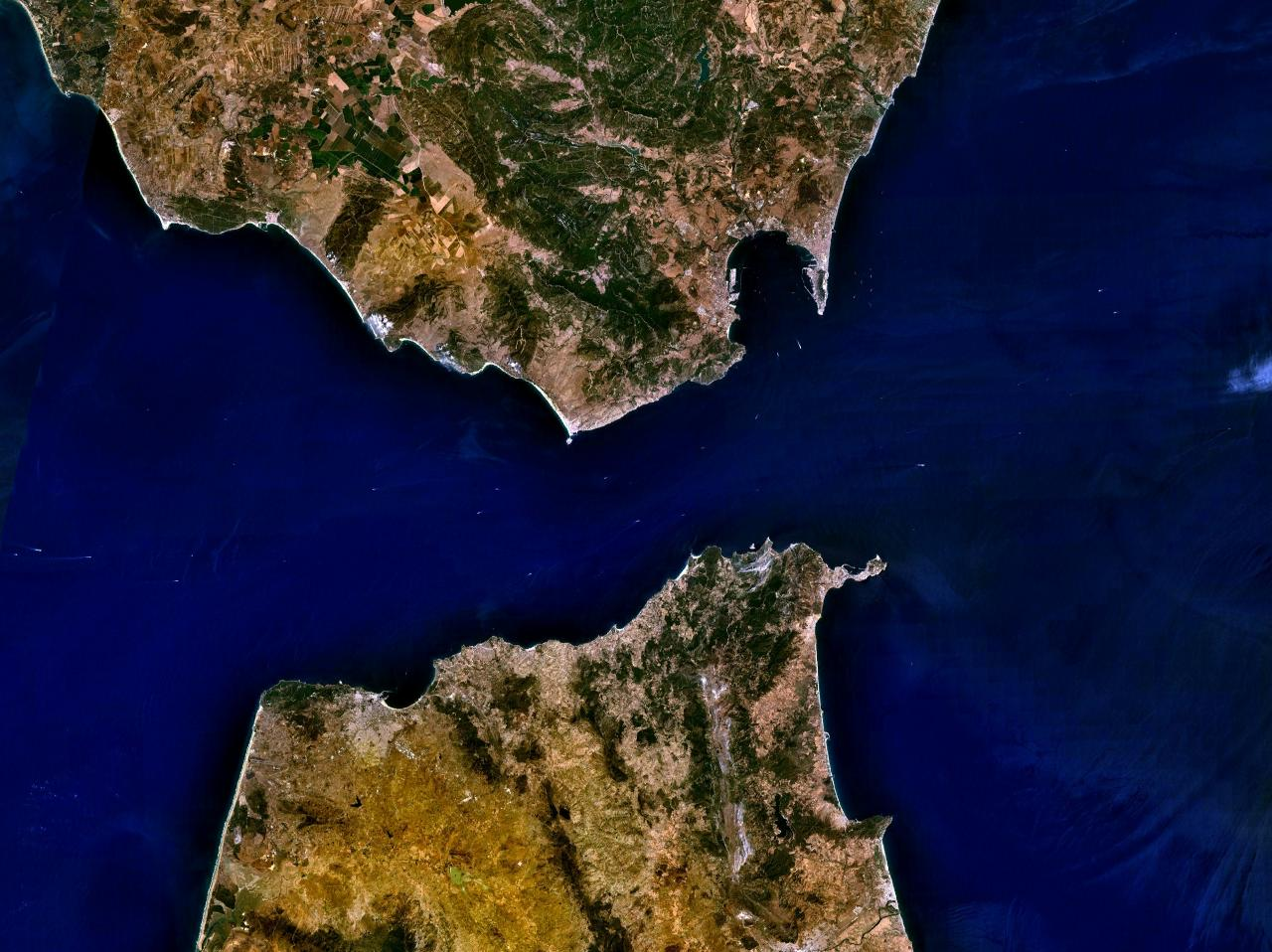
Le détroit de Gibraltar.

Le parc naturel du Détroit (Parque natural del Estrecho, en espagnol) est un espace protégé situé à l'extrême sud de l'Espagne. Il protège le territoire littoral compris entre la Ensenada de Getares (Algésiras) et le cap de Grâce (Tarifa). Déclaré parc naturel en 2003, il s'étend sur 18 910 hectares. Il s'agit de l'espace naturel le plus méridional d'Europe, qui allie des qualités écologiques, paysagères, historiques et culturelles singulières.
Les côtes du parc sont bordées par deux mers, la mer Méditerranée à l'est et l'océan Atlantique à l'ouest. Le détroit de Gibraltar, qui unit ces deux mers et sépare l'Europe du continent africain, est un lieu de passages pour les oiseaux migrateurs et les mammifères marins. La distance minimale entre les deux continents étant de 14 km, le détroit est depuis des temps préhistoriques une voie de migration humaine.
L'union des deux mers fait du milieu marin une enclave privilégiée qui abrite une biodiversité exceptionnelle d'un intérêt extraordinaire. Le climat de la zone se distingue par des températures très douces et une saison sèche marquée par une absence totale de pluies.
Depuis octobre 2006, le parc fait partie de la réserve de biosphère intercontinentale de la Méditerranée avec le Maroc.

## Géologie
Le parc se situe sur les contreforts des cordillères Bétiques, sur la surface de l'unité géologique d'Algésiras, qui s'étend jusqu'au nord du Maroc et sur des terrains postorogéniques. L'unité d'Algésiras est composée de terrains de l'Oligocène et du Miocène inférieur. Les sols postorogéniques se situent dans la partie occidentale du parc et appartiennent exclusivement au Quaternaire.
Les principales formations géologiques du parc sont les massifs de El Buejo et de El Cabrito. Le littoral sous-marin est marqué par la présence de formations karstiques.

## Hydrographie
Dans la zone orientale, il n'existe aucun cours d'eau important, en raison des fortes pentes du massif de El Bujeo. On trouve toutefois plusieurs petites rivières et des eaux d'écoulement. Parmi elles se démarquent le Guadalmesí et le Marchenilla qui forment de petites vallées.
Dans la zone occidentale, le relief est plus bas et traversé par deux fleuves côtiers : le Jara et le Río de la Vega, qui forment de petits marais à leur embouchure.

## Faune et flore
On peut différencier dans le parc différents écosystèmes, chacun avec sa flore caractéristique. Le plus abondant est le maquis méditerranéen : il recèle d'espèces telles que le palmier nain, la bruyère, le pistachier lentisque, ainsi que d'autres espèces xérophiles. Les bois sont principalement constitués de chênes-lièges, côtoyant à certains endroits des pins. Les forêts caractéristiques des rivages, les canutos, sont peuplées de chênes zéens, de rhododendrons ponticum et de nombreuses espèces de fougères.
La faune présente elle aussi une grande variété. Les oiseaux migrateurs naviguant entre l'Afrique et l'Europe se comptent par dizaines de milliers. Les grands mammifères sont moins abondants que dans le parc voisin des Alcornocales, en raison du terrain accidenté et de la végétation essentiellement rampante. L'on trouve cependant des rats des pharaons et des genettes d'Europe, tout comme d'autres petits mammifères.
Du côté de la faune et de la flore marines, des prairies sous-marines d'angiospermes ont été localisées en divers endroits du parc, de manière parcimonieuse à la forte houle. La faune est exceptionnelle. De nombreuses espèces de cétacés évoluent dans les eaux du parc et au large des côtes : rorquals communs, grands dauphins, orques, cachalots, baleines bleues, …

## Histoire
Les témoignages les plus anciens de présence humaine sur ces terres sont des restes néandertaliens trouvés sur le Rocher de Gibraltar. Il s'agit des vestiges de l'un des derniers foyers de peuplement de ce groupe dans le monde.
Les plus anciens restes d'homme moderne de la région datent du Paléolithique inférieur. Il subsiste également trente-quatre grottes et abris décorés d'œuvres d'art rupestre, ainsi que des sites funéraires et dolméniques représentatifs de diverses périodes, depuis le Paléolithique (Grotte du Maure) à l'âge du bronze (nécropole de Los Algarbes, sépultures mégalithiques à galerie couverte).

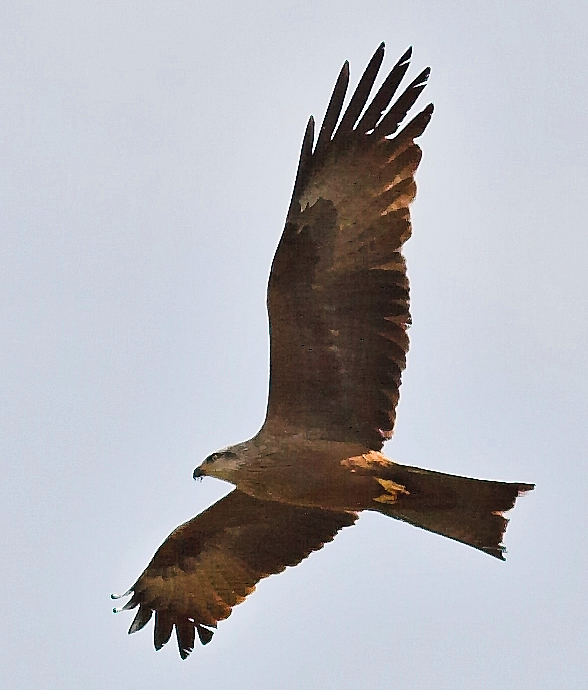
Milan.

Plus tard, ce territoire a été occupé par toutes les civilisations de la région. On répertorie ainsi au sein du parc des gisements archéologiques carthaginois (Cala Arena), romains (Baelo Claudia) et médiévaux (Cerro de la Horca, Château de Tarifa). Sous la mer gisent encore des épaves de bateaux échoués pour la plupart à l'Âge moderne.